# 瞻岱
瞻岱（穆麟德轉寫：jandai；？—1740年），滿洲正黃旗人，清朝軍事將領。納蘭性德之孫，福哥之子。
瞻岱曾任正黃旗參領，雍正十年（1732年）任正黃旗蒙古副都統。次年，調任正紅旗滿洲副都統。乾隆二年（1737年），任直隸提督、都督同知。乾隆三年（1738年），調任甘肅提督。乾隆五年（1740年）八月病故，謚恭勤。
瞻岱娶妻舒魯穆祿氏，生有一子二女。長女許配雍正十一年癸丑科進士、翰林院編修鄂倫，次女則許配鑲黃旗生員哈賞阿。

## 八旗通志记载
- 第三参领第七佐领系第六佐领内余丁，明珠管理佐领时分编一佐领，以其长子兴德（性德）管理。兴德故，以其弟左都御史揆叙管理。揆叙故，以其子兵部侍郎永寿管理。永寿故，以其子宁秀管理。宁秀故，以其兄之子玉琳管理。玉琳故，以其子成安管理。成安革职，以其叔祖（瞻岱）之孙那伦管理。
- 第三参领第九佐领亦系国初以叶赫地方人丁编立，始以喀库穆管理，寻以南楚（明珠堂兄弟）之弟索尔和管理，索尔和故，以其弟赵色管理，赵色年老告退以其兄之子乌丹管理，乌丹縁事解退，以其叔父之子诺穆珲管理，诺穆珲故以其子勒徳管理，勒徳縁事革职以南楚之孙伯色管理，伯色因病辞退以其兄之子伯奇管理，伯奇故仍令伯色管理伯色故，以尼雅哈之三世孙副都统占岱（瞻岱）管理，占岱（瞻岱）升任以其侄穆尔泰管理，穆尔泰升任以其叔岱清阿管理，岱清阿升任以其侄那丹珠（纳珠丹）管理，那丹珠升任以其弟那思圗管理，那思圗故以其子徳陞管理。

## 家庭
- 祖父头等侍卫、词人纳兰性德。
- 女納蘭氏，嫁镶蓝旗满洲鄂倫（父康熙五十一年（1712年）壬辰科進士鄂爾奇，胞伯大学士鄂尔泰）。